# Schoenophilus versutus
Schoenophilus versutus är en tvåvingeart som först beskrevs av Alexander Henry Haliday 1851.  Schoenophilus versutus ingår i släktet Schoenophilus och familjen styltflugor. Arten är reproducerande i Sverige. Inga underarter finns listade i Catalogue of Life.